# Marco Eßer
Marco Alexander Eßer (* 12. Dezember 1996 in Karlsruhe) ist ein deutscher Synchronsprecher, Hörbuchsprecher und Hörspielsprecher.
Er ist die deutsche Synchronstimme von Timothée Chalamet, Justice Smith und Michael Cimino sowie der Figur Greg Heffley in der Hörspielreihe Gregs Tagebuch.

## Leben und Karriere
Eßer ist das erstgeborene Kind seiner Eltern. Er lebte mit seiner Familie bis 2006 in Erlangen. Danach zog die Familie nach Brandenburg, wo Eßer im Jahr 2006 seine erste Synchronrolle in der Nickelodeon-Kinderserie Backyardigans bekam. In der Serie sprach er von 2006 bis 2012 den Pinguin Pablo. Seine erste Sprechrolle in einem Kinofilm hatte er als junger Spock im Film Star Trek. Im selben Jahr hatte er eine kleine Rolle im Film Blind Side – Die große Chance.
2013 wurde er erstmals auf den Schauspieler Timothee Chalamet in der zweiten Staffel der US-Fernsehserie Homeland besetzt. Seit dem Film Interstellar (2014) ist er die deutsche Stimme Chalamets. Auch spricht er seit 2015 den Schauspieler Justice Smith. Gelegentlich sprach er bis 2017 auch Lucas Hedges. Von 2018 bis 2019 sprach Eßer den Hauptdarsteller Cameron Cuffe in der DC-Serie Krypton. Seit 2019 spricht er Ncuti Gatwa in der britischen Netflix-Serie Sex Education. Im selben Jahr war er als Stimme der Hauptfigur Shidō Itsuka in der Anime-Serie Date A Live zu hören.
In der Hörspielserie Howard Phillips Lovecraft – Chroniken des Grauens (2020) spricht er mit Bobby eine der Hauptrollen.
Eßer ist derzeit Student an der TU Berlin und lebt in Berlin. Er spricht Deutsch, Englisch, Spanisch und Portugiesisch.

## Synchronrollen (Auswahl)
Timothée Chalamet
- 2012: Homeland (Fernsehserie, 8 Episoden) als Finn Walden
- 2014: Interstellar als Tom, 15 Jahre
- 2015: Alle Jahre wieder – Weihnachten mit den Coopers als Charlie
- 2017: Call Me by Your Name als Elio
- 2017: Lady Bird als Kyle Scheible
- 2018: Beautiful Boy als Nic Sheff
- 2019: The King als Hal / König Heinrich V.
- 2020: Little Women als Laurie Laurence
- 2019: A Rainy Day in New York als Gatsby Welles
- 2021: Don’t Look Up als Yule
- 2021: Dune als Paul Atreides
- 2021: Hot Summer Nights als Daniel
- 2021: The French Dispatch als Zeffirelli
- 2022: Bones and All als Lee
- 2023: Wonka als Willy Wonka
- 2024: Dune: Part Two als Paul Atreides
- 2024: Like A Complete Unknown als Bob Dylan

Justice Smith
- 2015: Margos Spuren als Radar
- 2018: Jurassic World: Das gefallene Königreich als Franklin Webb
- 2019: Pokémon: Meisterdetektiv Pikachu als Tim Goodman
- 2022: Jurassic World: Ein neues Zeitalter als Franklin Webb
- 2023: Dungeons & Dragons: Ehre unter Dieben als Simon Aumar
- 2024: The American Society of Magical Negroes als Aren

Lucas Hedges
- 2012: Moonrise Kingdom als Redford
- 2014: Grand Budapest Hotel als Tankwart
- 2017: Three Billboards Outside Ebbing, Missouri als Robbie

Ncuti Gatwa
- 2019–2023: Sex Education als Eric Effiong
- 2023–2025: Doctor Who als Der (15.) Doktor

Omar Rudberg
- 2019–2024: Young Royals als Simon

### Filme
- 2009: Jacob Kogan in Star Trek als junger Spock
- 2009: Freddie Benedict in Planet 51 als Eckle
- 2009: Satoi Kawakami in Das Mädchen mit dem Zauberhaar als Hitoshi
- 2009: Kevin O’Neill in Five Minutes of Heaven als junger Joe
- 2009: Jae Headals in Blind Side – Die große Chance als S.J. Tuohy
- 2010: Asa Butterfield in The Wolfman als junger Ben
- 2010: Onni Tommila in Rare Exports – Eine Weihnachtsgeschichte als Pietari
- 2012: Preston Bailey in The Crazies – Fürchte deinen Nächsten als Nicholas
- 2012: Robert Capron in Die Stooges – Drei Vollpfosten drehen ab als Curly als Kind
- 2012: Zachary Gordon in Gregs Tagebuch 3 – Ich war’s nicht! als Greg Heffley
- 2013: Adam Riegler in Ganz weit hinten als Neil
- 2013: Emile Berling in Ein Weihnachtsmärchen als Paul Dédalus
- 2014: Onni Tommila in Big Game – Die Jagd beginnt als Oskari
- 2015: Skylan Brooks in Southpaw als Hoppy
- 2015: Ian Nelson in The Boy Next Door als Kevin Peterson
- 2017: Michael Barbieri in Spider-Man: Homecoming als Charles
- 2017: Michael Barbieri in Der dunkle Turm als Timmy
- 2018: Nadji Jeter in Wunder als Justin
- 2018: Skylan Brooks in The Darkest Minds – Die Überlebenden als Chubs
- 2018: Shameik Moore in Spider-Man: A New Universe als Miles Morales/Spider-Man
- 2019: Benjamin Flores, Jr. in Rim of the World als Dariush
- 2019: Jorge Lendeborg Jr. in Spider-Man: Far From Home als Jason Ionello
- 2019: Liam Pierron in La vie scolaire – Schulalltag als Yanis Bensaadi
- 2020: Nobunaga Shimazaki in Date A Live: Mayuri Judgement als Shidō Itsuka
- 2022: Miyu Irino in Dragon Ball Super: Super Hero als Dr. Hedo
- 2023: Shameik Moore in Spider-Man: Across the Spider-Verse als Miles Morales/Spider-Man

### Serien
- 2006–2012: Jake Goldberg in Backyardigans – Die Hinterhofzwerge als Pablo
- 2014–2015: David Burrus in Die Thundermans (4 Episoden) als Tyler
- 2014: Jake Siciliano in The Affair (Staffel 1) als Martin Solloway
- 2014: Graham Verchere in Fargo (7 Episoden) als Nathan Burgle
- 2016–2019: Niall Cunningham in Life in Pieces (ab Staffel 2) als Tyler Hughes
- 2018: Paul Dobson in Ninjago als junger Meister Wu
- 2018: Matthew Lintz in The Alienist – Die Einkreisung (8 Episoden) als Stevie Taggert
- 2018: Chance Hurstfield in Ghost Wars (6 Episoden) als Marcus Moon
- 2018: Diego Josef in Goliath (7 Episoden) als Julio Suarez
- 2018–2019: Cameron Cuffe in Krypton als Seg-El
- 2019: Jose Julian in The Society als Gordie
- 2019–2020: Andrés de la Mora in NOOBees als David Orduz
- 2019, 2021–2022: Sam Vincent in Ninjago als Dennis
- seit 2019: Nobunaga Shimazaki in Date A Live als Shidō Itsuka
- 2020–2022: Michael Cimino in Love, Victor als Victor
- 2020: Austin Abrams in Dash & Lily als Dash
- 2021–2024: Omar Rudberg in Young Royals als Simon
- 2022: André Dae Kim in Star Trek: Strange New Worlds als Lt. Kyle
- seit 2022: Michael Cimino in Hamster & Gretel als Kevin

### Videospiele
- 2022: als Rabbid-Luigi in Mario + Rabbids Sparks of Hope[1]

## Hörbücher (Auswahl)
- 2017: Die Mississippi-Bande: Wie wir mit drei Dollar reich wurden als kleiner Bruder Tit von Davide Morosinotto[2]
- seit 2017: Gregs Tagebuch (Band 1–16; Stand: November 2021) als Greg Heffley von Jeff Kinney
- 2022: Pete Johnson: Wie man seine Lehrer erzieht, Hörbuch Hamburg, ISBN 978-3-7456-0388-0
- 2022: Sarah Sprinz: In unserem Universum sind wir unendlich, Lübbe Audio & Audible, ISBN 978-3-7540-0452-4 (Hörbuch-Download, gemeinsam mit Sebastian Fitzner)

## Hörspiele (Auswahl)
- seit 2020: Howard Phillips Lovecraft – Chroniken des Grauens (Akte 1–4; Stand September 2020) als Bobby von Markus Winter
- 2021: ab Folge 1 Kira Kolumna (als Lars Sommer)